# Miss Italia 1974
Miss Italia 1974 si svolse per la prima volta a Reggio Calabria, dal 5 all'8 settembre 1974.
La città, segnata dalle tensioni seguite ai Moti di Reggio, non poteva ospitare manifestazioni, così Mirigliani decise di dare una seconda possibilità per risollevare e riaprire la città alla gente organizzandovi il noto concorso di bellezza da lui guidato. Come sede venne scelto il Lido comunale Zerbi, gremito di gente in occasione della manifestazione. A condurre Daniele Piombi con la partecipazione di Gabriella Farinon e del comico Alighiero Noschese. Presidente di giuria fu Lando Buzzanca.
Vincitrice di questa edizione la diciannovenne friulana Loredana Piazza, di Cormons. Quest'edizione fu, inoltre, trampolino di lancio per due note figure femminili dello spettacolo: Ileana Caravati, classificatasi seconda nel concorso di bellezza e nota più tardi con lo pseudonimo di Lilli Carati, e Carmen Russo.

## Risultati
| Risultato finale | Concorrente          |
| ---------------- | -------------------- |
| Miss Italia 1974 | - – Loredana Piazza  |
| 2ª classificata  | - – Ileana Caravati  |
| 3ª classificata  | - – Mary Montefusco  |
| Miss Cinema      | - – Maria Pia Liotta |
| Miss Eleganza    | - – Nancy Nuvoli     |

## Concorrenti
01) Aurora Regini (Miss Veneto)

02) Loredana Piazza (Miss Cinema Veneto)

03) Diana Salvador (Miss Friuli Venezia Giulia)

04) Marilda Cariolato (Miss Trentino Alto Adige)

05) Ileana Caravati (Miss Eleganza Lombardia)

06) Maria Bonfiglio (Miss Lombardia)

07) Federica De Luca (Miss Piemonte)

08) Nancy Nuvoli (Miss Eleganza Piemonte)

09) Rosanna Cataneo (Miss Cinema Piemonte)

10) Antonella Giusti (Miss Cinema Romagna)

11) Loredana Di Pietro (Miss Eleganza Romagna)

12) Rosalia Stella (Miss Roma)

13) Silva Larni (Miss Lazio)

14) Tania Montisi (Miss Sicilia)

15) Caterina Governale (Miss Cinema Sicilia)

16) Carmen Russo (Miss Liguria)

17) Graziella Agostini (Miss Umbria)

18) Paola Ottavi (Miss Eleganza Umbria)

19) Marina Mostardi (Miss Cinema Umbria)

20) Daniela Battiglioni (Miss Calabria)

21) Maria Pia Liotta (Miss Cinema Calabria)

22) Mafalda Carcelli (Miss Eleganza Calabria)

23) Marcella Schito (Miss Cinema Puglia)

24) Pia Mendolicchio (Miss Eleganza Puglia)

25) Emilia Riva (Miss Emilia)

26) Bernadetta Tacconi (Miss Eleganza Toscana)

27) Roberta Susini (Miss Toscana)

28) Daniela Agnoli (Miss Cinema Emilia)

29) Valeria Speranza (Miss Campania)

30) Mary Montefusco (Miss Cinema Campania)

31) Rosaria Limongelli (Miss Lucania)

32) Diana Pirozzi (Miss Cinema Lucania)

33) Alessandra Mutani (Miss Marche)

34) Giovanna Mutani (Miss Abruzzo)

35) Cristina Alessio (La Bella dell'Adriatico)

36) Mary Iacovizzi (Miss Sorriso Emilia)

37) Maria Benin (Selezione Fotografica)

38) Donatella Tamelli (Selezione Fotografica)

39) Adriana Gionesini (Selezione Fotografica)

40) Arnelia Spinelli (Selezione Fotografica)

41) Franca Gravezi (Miss Eleganza Emilia)

42) Graziella Marcazzan (Miss Cinema Lombardia)

43) Chiara Lamacchia (Miss Puglia)

44) Celestina Minto (Miss Cinema Toscana)